# Eliseo Napiere
Eliseo Napiere MSP (ur. 14 czerwca 1965 w Maribojoc) – filipiński duchowny rzymskokatolicki, misjonarz filipiński, superior misji „sui iuris” w Funafuti od 2024.

## Życiorys
Święcenia kapłańskie otrzymał 19 stycznia 1991 w zgromadzeniu Misjonarzy Filipińskich. Po krótkim stażu wikariuszowskim został prokuratorem w zakonnym seminarium w Tagaytay, a w latach 1994–1999 był radnym generalnym zgromadzenia. W 2002 został wysłany do Tajwanu, a w latach 2016–2024 pracował duszpastersko w amerykańskiej diecezji San Bernardino.
3 czerwca 2024 papież Franciszek mianował go superiorem misji „sui iuris” w Funafuti. 